# Synopeas srilankensis
Synopeas srilankensis är en stekelart som beskrevs av Peter Neerup Buhl 2003. Synopeas srilankensis ingår i släktet Synopeas och familjen gallmyggesteklar. Inga underarter finns listade i Catalogue of Life.